# Huangcun, Tianhe
Huangcun (kinesiska: 黄村) är ett stadsdelsdistrikt (jiedao) i sydöstra Kina. Det ligger i stadsdistriktet Tianhe i provinshuvudstaden Guangzhou i provinsen Guangdong, omkring 14 kilometer öster om centrala Guangzhou. Antalet invånare är 29 501. Befolkningen består av 12 385 kvinnor och 17 116 män. Barn under 15 år utgör 14,0 %, vuxna 15-64 år 82 %, och äldre över 65 år 3,0 %.